# Silvan Hefti
Silvan Hefti (* 25. Oktober 1997 in Rorschach) ist ein Schweizer Fussballspieler. Der Rechtsverteidiger steht seit Anfang August 2024 beim Hamburger SV unter Vertrag.

## Karriere
Silvan Hefti begann beim FC Goldach mit dem Fussballspielen. 2009 wechselte er im Alter von zwölf Jahren in die U13-Mannschaft des FC St. Gallen (FCSG) und durchlief dort in der Folge sämtliche Ausbildungsstufen. Am 11. September 2015 gab der FCSG bekannt, dass Hefti einen Profivertrag über zwei Jahre mit Option auf zwei weitere Jahre unterschrieben habe. Sein Debüt in der ersten Mannschaft gab er kurz darauf beim Auswärtsspiel gegen den FC Basel unter Interimstrainer Daniel Tarone. In den Folgejahren wurde er Stammspieler und wurde zum Mannschaftscaptain ernannt.
Nachdem der FC St. Gallen in der Saison 2019/20 den zweiten Platz belegt hatte, bat er um eine Transferfreigabe, welche auch erteilt wurde. Zur Saison 2020/21 schloss er sich somit dem Vorjahresmeister BSC Young Boys an. Hier gewann er in seiner ersten Spielzeit auf Anhieb die nationale Meisterschaft und gab anschliessend sein Debüt in der Gruppenphase der Champions League gegen Manchester United.
Doch schon Anfang 2022 wechselte er weiter zum italienischen Erstligisten CFC Genua. Bei Genua war er von Beginn an in der Startelf gesetzt, allerdings beendete der Verein die Saison 2021/22 auf dem 19. Tabellenplatz und stieg damit in die Serie B ab. Im folgenden Jahr gelang Hefti mit Genua der direkte Wiederaufstieg in die Serie A.
Nachdem er in der Hinrunde der Spielzeit 2023/24 nur noch sehr selten für Genua gespielt hatte, wechselte er im Januar 2024 für die restliche Saison per Leihe mit Kaufoption in die französische Ligue 1 zum HSC Montpellier. Dort kam er 11-mal in der Liga zum Einsatz (9-mal in der Startelf).
Zur Sommervorbereitung 2024 kehrte Hefti zunächst nach Genua zurück. Anfang August 2024 wechselte der Rechtsverteidiger in die 2. Bundesliga zum Hamburger SV.

## Erfolge
- Schweizer Meister: 2021 (BSC Young Boys)
- Aufstieg in die Bundesliga: 2025 (Hamburger SV)
- Aufstieg in die Serie A: 2023 (CFC Genua)

## Auszeichnungen
Gemäss einer Statistik von Transfermarkt.de war Hefti 2016 der wertvollste U18-Rechtsverteidiger der Welt.
An der Nacht des Ostschweizer Fussballs wurde Hefti als Spieler des Jahres 2016 ausgezeichnet.

## Familie
Sein jüngerer Bruder Nias Hefti ist ebenfalls Profifussballer und spielte beim FC Thun, bevor er 2023 zum FC Sion wechselte. Seine Schwester Simea Hefti spielte in der Verteidigung der Frauenmannschaft des FC St. Gallen, musste ihre Karriere 2024 aber aufgrund von Verletzungen beenden.